# رابرت پریکارد
رابرت پریکارد (انگلیسی: Robert Prichard؛ زادهٔ ۱۹۴۹) کارآفرین، وکیل، سیاست‌مدار، اقتصاددان، بانکدار و مدیر ارشد اجرایی کانادایی است، که در حال حاضر به‌عنوان رئیس هیئت مدیره بانک مونترآل فعالیت می‌کند.